# Пинеда, Маурисио (американский футболист)
Маури́сио Пине́да (англ. Mauricio Pineda; 17 октября 1997, Болингбрук, Иллинойс, США) — американский футболист, центральный защитник клуба «Чикаго Файр».

## Карьера

### Молодёжная карьера
Пинеда — воспитанник академии футбольного клуба «Чикаго Файр».
В 2016—2019 годах Пинеда обучался в Университете Северной Каролины в Чапел-Хилле по специальности «Психология» и играл за университетскую футбольную команду «Норт Каролина Тар Хилс» в Национальной ассоциации студенческого спорта.
В студенческие годы также выступал в Лиге два ЮСЛ: в 2018 году — за клуб «Тобакко Роуд», в 2019 году — за клуб «Норт Каролина U23».

### Клубная карьера
17 января 2020 года клуб MLS «Чикаго Файр» подписал с Пинедой однолетний контракт по правилу доморощенного игрока с опцией продления ещё на три года. Его профессиональный дебют состоялся 1 марта в матче первого тура сезона против «Сиэтл Саундерс», в котором он вышел в стартовом составе и отыграл все 90 минут. 14 июля в матче первого тура группового этапа Турнира MLS is Back против «Сиэтл Саундерс» забил свой первый гол в профессиональной карьере. 15 июля «Чикаго Файр» активировал опцию продления контракта Пинеды на сезон 2021. По итогам сезона 2020 Пинеда был признан лучшим игроком оборонительного плана «Чикаго Файр». 31 декабря продлил контракт с клубом до конца сезона 2023 с опцией на сезон 2024. 24 мая 2023 года Пинеда подписал с «Чикаго Файр» новый контракт до конца сезона 2026 с опцией продления на сезон 2027.

### Международная карьера
30 ноября 2020 года Пинеда был впервые вызван в сборную США, на товарищеский матч со сборной Сальвадора. Но в матче, состоявшемся 9 декабря, не был задействован, оставшись на скамейке запасных.
В составе сборной США до 23 лет Пинеда принял участие в Мужском олимпийском квалификационном турнире КОНКАКАФ 2020 в марте 2021 года.

### Личные сведения
Старший брат Маурисио, Виктор, также был футболистом.

## Статистика
| Выступление      | Выступление      | Выступление      | Лига | Лига | Плей-офф | Плей-офф | Кубок | Кубок | Континент | Континент | Итого | Итого |
| Клуб             | Лига             | Сезон            | Игры | Голы | Игры     | Голы     | Игры  | Голы  | Игры      | Голы      | Игры  | Голы  |
| ---------------- | ---------------- | ---------------- | ---- | ---- | -------- | -------- | ----- | ----- | --------- | --------- | ----- | ----- |
| Чикаго Файр      | MLS              | 2020             | 23   | 3    | —        | —        | —     | —     | —         | —         | 23    | 3     |
| Чикаго Файр      | MLS              | 2021             | 29   | 1    | —        | —        | —     | —     | —         | —         | 29    | 1     |
| Чикаго Файр      | MLS              | 2022             | 27   | 1    | —        | —        | 0     | 0     | —         | —         | 27    | 1     |
| Чикаго Файр      | MLS              | 2023             | 23   | 1    | —        | —        | 4     | 0     | 3         | 0         | 30    | 1     |
| Чикаго Файр      | Итого            | Итого            | 102  | 6    | —        | —        | 4     | 0     | 3         | 0         | 109   | 6     |
| Всего за карьеру | Всего за карьеру | Всего за карьеру | 102  | 6    | —        | —        | 4     | 0     | 3         | 0         | 109   | 6     |